# Poimenski seznam evroposlancev iz Poljske
Poimenski seznam evroposlancev iz Poljske'.

## Seznam
| Ime                         | Stranka                                                | Mandat(i) |
| Filip Adwent                | Samostojnost in demokracija                            | 2004-2009 |
| Adam Bielan                 | Zveza za Evropo narodov                                | 2004-2009 |
| Jerzy Buzek                 | Evropska ljudska stranka - Evropski demokrati          | 2004-2009 |
| Zdzisław Chmielewski        | Evropska ljudska stranka - Evropski demokrati          | 2004-2009 |
| Sylwester Chruszcz          | Neodvisni Samostojnost in demokracija                  | 2004-2009 |
| Marek Czarnecki             | Neodvisni                                              | 2004-2009 |
| Ryszard Czarnecki           | Neodvisni                                              | 2004-2009 |
| Hanna Foltyn-Kubicka        | Zveza za Evropo narodov                                | 2004-2009 |
| Bronisław Geremek           | Skupina zavezništva liberalcev in demokratov za Evropo | 2004-2009 |
| Lidia Geringer de Oedenberg | Stranka evropskih socialistov                          | 2004-2009 |
| Adam Gierek                 | Stranka evropskih socialistov                          | 2004-2009 |
| Maciej Giertych             | Neodvisni Samostojnost in demokracija                  | 2004-2009 |
| Bogdan Golik                | Stranka evropskih socialistov Neodvisni                | 2004-2009 |
| Genowefa Grabowska          | Stranka evropskih socialistov                          | 2004-2009 |
| Dariusz Grabowski           | Neodvisni Samostojnost in demokracija                  | 2004-2009 |
| Małgorzata Handzlik         | Evropska ljudska stranka - Evropski demokrati          | 2004-2009 |
| Stanisław Jałowiecki        | Evropska ljudska stranka - Evropski demokrati          | 2004-2009 |
| Mieczysław Janowski         | Zveza za Evropo narodov                                | 2004-2009 |
| Filip Kaczmarek             | Evropska ljudska stranka - Evropski demokrati          | 2004-2009 |
| Michał Kamiński             | Zveza za Evropo narodov                                | 2004-2009 |
| Bogdan Klich                | Evropska ljudska stranka - Evropski demokrati          | 2004-2009 |
| Urszula Krupa               | Neodvisni Samostojnost in demokracija                  | 2004-2009 |
| Wiesław Kuc                 | Stranka evropskih socialistov<prej>Neodvisni           | 2004-2009 |
| Barbara Kudrycka            | Evropska ljudska stranka - Evropski demokrati          | 2004-2009 |
| Jan Kułakowski              | Skupina zavezništva liberalcev in demokratov za Evropo | 2004-2009 |
| Zbigniew Kuźmiuk            | Evropska ljudska stranka - Evropski demokrati          | 2004-2009 |
| Janusz Lewandowski          | Evropska ljudska stranka - Evropski demokrati          | 2004-2009 |
| Bogusław Liberadzki         | Stranka evropskih socialistov                          | 2004-2009 |
| Marcin Libicki              | Zveza za Evropo narodov                                | 2004-2009 |
| Jan Masiel                  | Neodvisni                                              | 2004-2009 |
| Jan Olbrycht                | Evropska ljudska stranka - Evropski demokrati          | 2004-2009 |
| Janusz Onyszkiewicz         | Skupina zavezništva liberalcev in demokratov za Evropo | 2004-2009 |
| Bogdan Pęk                  | Neodvisni Samostojnost in demokracija                  | 2004-2009 |
| Józef Pinior                | Stranka evropskih socialistov                          | 2004-2009 |
| Mirosław Piotrowski         | Samostojnost in demokracija                            | 2004-2009 |
| Paweł Piskorski             | Evropska ljudska stranka - Evropski demokrati          | 2004-2009 |
| Zdzisław Podkański          | Zveza za Evropo narodov                                | 2004-2009 |
| Jacek Protasiewicz          | Evropska ljudska stranka - Evropski demokrati          | 2004-2009 |
| Bogusław Rogalski           | Neodvisni Samostojnost in demokracija                  | 2004-2009 |
| Dariusz Rosati              | Stranka evropskih socialistov                          | 2004-2009 |
| Wojciech Roszkowski         | Zveza za Evropo narodov                                | 2004-2009 |
| Leopold Rutowicz            | Neodvisni                                              | 2004-2009 |
| Jacek Saryusz-Wolski        | Evropska ljudska stranka - Evropski demokrati          | 2004-2009 |
| Czesław Siekierski          | Evropska ljudska stranka - Evropski demokrati          | 2004-2009 |
| Marek Siwiec                | Stranka evropskih socialistov                          | 2004-2009 |
| Bogusław Sonik              | Evropska ljudska stranka - Evropski demokrati          | 2004-2009 |
| Grażyna Staniszewska        | Skupina zavezništva liberalcev in demokratov za Evropo | 2004-2009 |
| Andrzej Szejna              | Stranka evropskih socialistov                          | 2004-2009 |
| Konrad Szymański            | Zveza za Evropo narodov                                | 2004-2009 |
| Witold Tomczak              | Neodvisni Samostojnost in demokracija                  | 2004-2009 |
| Janusz Wojciechowski        | Zveza za Evropo narodov                                | 2004-2009 |
| Bernard Piotr Wojciechowski | Neodvisni                                              | 2004-2009 |
| Zbigniew Zaleski            | Evropska ljudska stranka - Evropski demokrati          | 2004-2009 |
| Andrzej Tomasz Zapałowski   | Zveza za Evropo narodov                                | 2004-2009 |
| Tadeusz Zwiefka             | Evropska ljudska stranka - Evropski demokrati          | 2004-2009 |